# 한국화학융합시험연구원

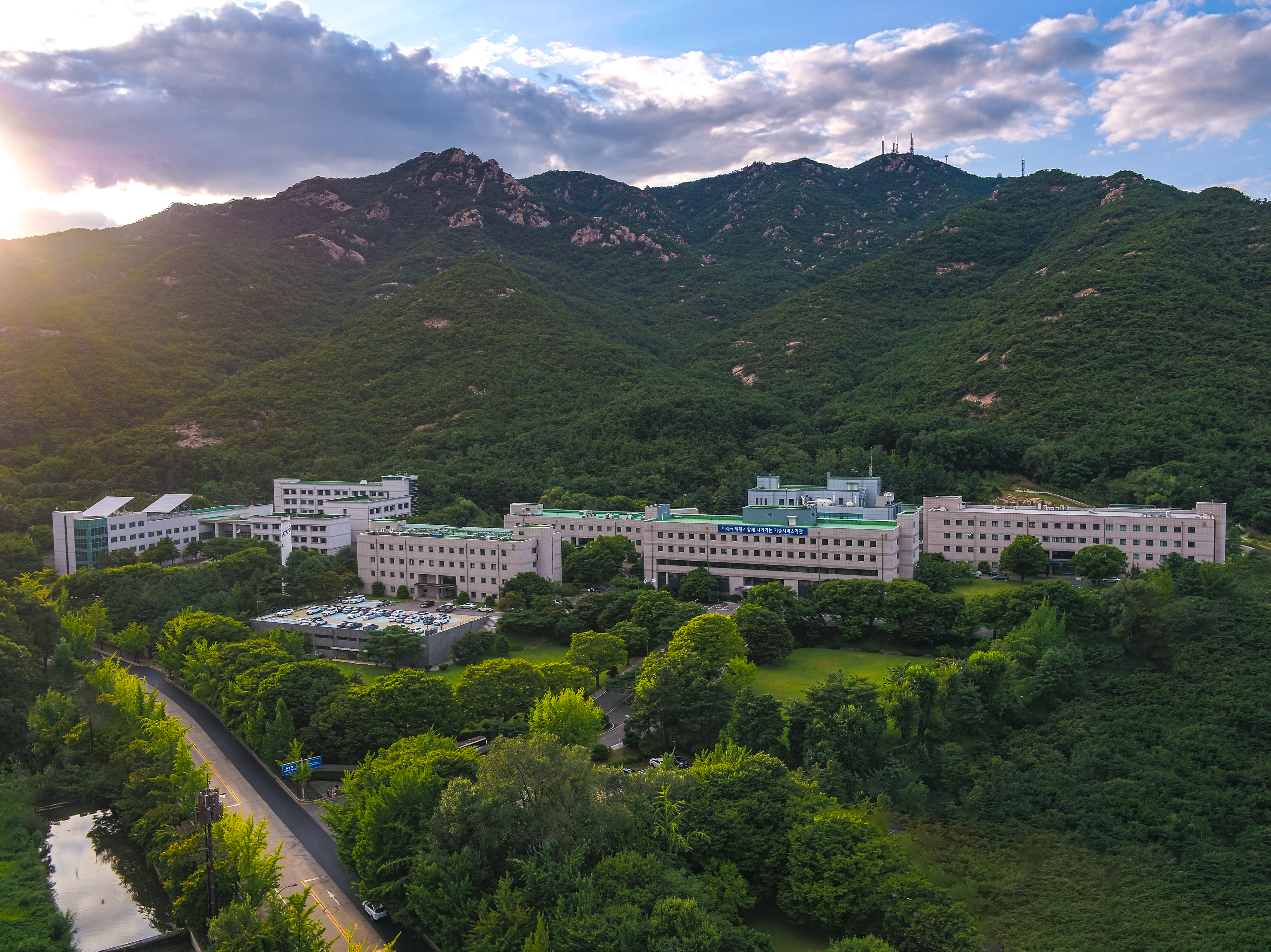
한국화학융합시험연구원 과천청사 전경

한국화학융합시험연구원(영어: Korea Testing & Research Institute, KTR)은 산업 전 분야에 대한 종합 시험·인증·기술컨설팅을 수행하는 한국 대표 시험인증기관이다.
KTR은 과천 본원을 비롯해 용인청사(전기전자, 전자파, LED시험인증), 인천청사(건설재료, 재난안전 시험평가), 울산청사(조선해양 산업 시험평가), 화순청사(바이오, 헬스케어)와 권역별 주요도시 및 해외(중국, 독일, 폴란드, 멕시코, 베트남, 인도네시아)에 각 국 인증 및 탄소중립 사업 등을 직접 수행하는 지사를 두고 있다.
KTR은 국제공인시험기관(ISO/IEC 17025), 국가공인검사기관(ISO/IEC 17020), 국제공인제품인정기관(ISO/IEC Guide 65)은 물론 국제전기기술위원회(IECEE)에 의한 국제공인인증기관(NCB)이다. 또한 KTR은 KC, KS 등 국내인증은 물론 해외 50여개국 250여개 기관과 사업 파트너십을 구축해 유럽, 러시아, 일본, 미국 등 해외 국가의 CE, GOST-R, JIS, IECEE-CB, FCC, NSF, PSE, 에너지스타 등 인증 획득을 직접 지원하고 유럽, 중국, 일본 등 각국의 화학물질규제 대응도 하고 있다. 또한 KOLAS 법정교육, 식품의약품안전처 법정교육, HRD 국가인적자원개발컨소시엄 사업, 중소벤처기업부 해외규격인증획득지원사업, 기술규제대응사업, 국가 R&D 사업 등 기업 지원 사업도 하고 있다.

## 설립근거
2010년 4월 5일 일부 개정된 국가표준기본법 제30조의 2에 의하여 통합한국화학융합시험연구원의 출범에 대한 법적 근거가 마련되었다. 이후 기관 경영의 자율성을 추구하기 위해 2014년 12월 30일 일부 개정된 국가표준기본법에서 제30의 2에서4를 모두 삭제하였다.

## 주요업무
KTR은 과천에 시험인증집적단지와 분야별 10개 연구소를 통해 산업 전분야에 대응할 수 있는 시험인증 및 컨설팅 서비스를 제공하고 있다.

#### 인증서비스
- KC인증 (전기용품, 생활용품, 어린이제품 등)
- KS인증 (기계, 전기전자, 금속, 건설, 일용품, 요업, 화학 등)
- 임의인증 (Q마크, S마크, KTR마크, V-check, 펫 에버케어 인증, 에너지효율관리제도, COSMOS인증 등)
- 해외인증 (CE, JIS, PSE, CCC, EAC, GS, GOST-R, INMETRO, MET, FCC, Energy Star, KEMA, VCCI, VDE, C-tick 등)
- 기후변화대응 (UNFCCC 타당성평가, 온실가스 배출권거래제 검증, 국제통용 발자국인증, 에너지온실가스 연료/원료 분석 등)
- 소프트웨어 인증 (GS인증, CC인증, 보안기능확인서, 정보보호제품 신속확인, 소프트웨어 V&V, 의료기기 사이버보안 등)

#### 시험서비스
- 소재부품분야 (소재평가, 신뢰성평가, 비파괴시험, 생활용품 등)
- 환경분야 (환경평가, 환경보건, 화학안전 등)
- 건설분야 (건설재료, 에너지효율, 내화시험 등)
- 전기전자분야 (전기전자제품, 조명기기, 전지 등)
- 전력에너지분야 (전력기자재, 전자파평가 등)
- 의료·바이오분야 (의료기기, 바이오, 화장품 등)
- 헬스케어분야 (독성평가, 피부임상, 동물대체시험 등)
- 기간산업분야 (조선/해양/플랜트, 철강, 원자력발전, 해양환경, 도장표면 등)
- 방위산업분야 (내환경시험, 전자파시험 등)
- 소프트웨어분야 (보안기능시험, 소프트웨어 의뢰시험, 신용카드 단말기 보안시험 등)

#### 기업지원
- 교육사업 (법정교육, 기관지정 지원 및 평가, HRD 국가인적자원개발컨소시엄사업, 중기부 해외규격인증획득지원사업 등)
- 1381콜센터 (해외인증 획득 애로 해소를 위한 통합정보 서비스)

## 조직
17본부, 67센터, 36팀
- 감사부
- 연구위원단
- 기반건립추진단
- 경영기획본부
- 사업지원본부
- 글로벌본부
- 인증본부
- 탄소중립화학규제대응본부
- 소재부품연구소
- 환경화학연구소
- 건설안전연구소
- 의료바이오연구소
- 헬스케어연구소
- 융복합산업연구소
- 전기전자연구소
- 이차전지에너지연구소
- 수출인증사업단

## 연혁
- 1969년 4월 1일 : 대한고무제품시험검사소 설립
- 1980년 12년 1일 : 대한광산물시험검사소 흡수통합, 한국화학분석시험검사소로 개칭
- 1988년 12년 1일 : 한국화학시험검사소로 개칭, 본원(서울)청사 신축이전
- 1994년 4년 5일 : 한국화학시험연구원(KOTRIC)으로 개칭
- 2006년 4월 1일 : KOTRIC에서 KTR로 영문명칭 개칭
- 2010년 7월 8일 : 한국화학시험연구원과 한국전자파연구원 통합, ‘한국화학융합시험연구원(KTR)’ 설립
- 2015년 5월 18일 : 과천으로 연구원 본원 이전
- 2016년 11월 16일 : 동물대체시험센터 구축
- 2018년 4월 25일 : 조선해양도장표면처리시험센터 개소
- 2019년 4월 1일 : 창립 50주년
- 2019년 10월 8일 : 방재기술시험센터 개소
- 2020년 5월 26일 : 첨단고무소재지원센터 개소
- 2021년 9월 1일 : 중국 심천시험소 설립
- 2023년 7월 31일 : 소프트웨어시험인증센터 개소(판교)
- 2023년 10월 25일 : KTR 폴란드 GCB 설립
- 2024년 8월 22일 : KTR 인도네시아 설립
- 2024년 11월 14일 : KTR 베트남 법인 설립